# Трайя
Трайя (нем. Treia) — община в Германии, в земле Шлезвиг-Гольштейн. 
Входит в состав района Шлезвиг-Фленсбург. Подчиняется управлению Зильберштедт.  Население составляет 1418 человек (на 31 декабря 2010 года). Занимает площадь 21,73 км².

## Фотографии

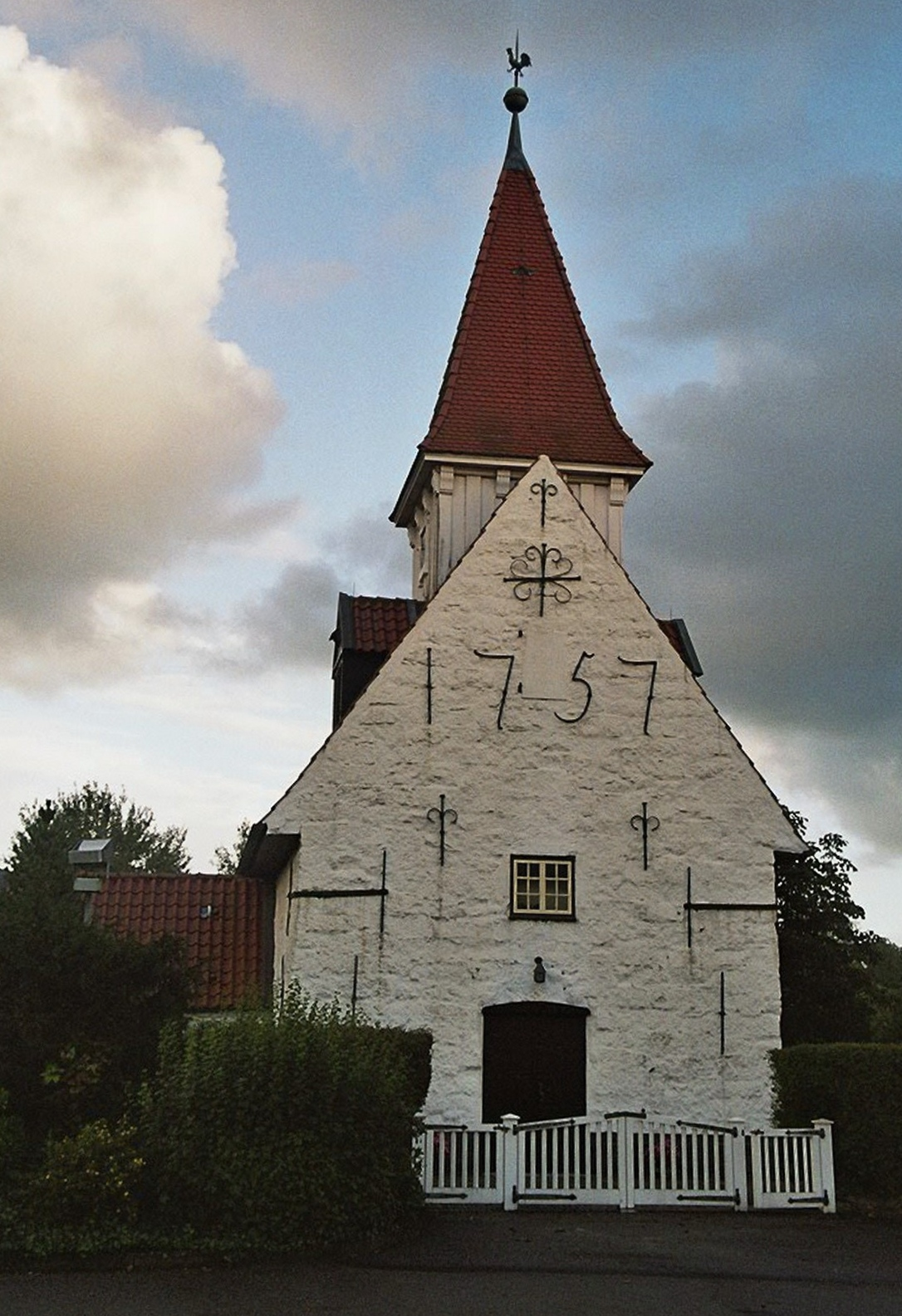
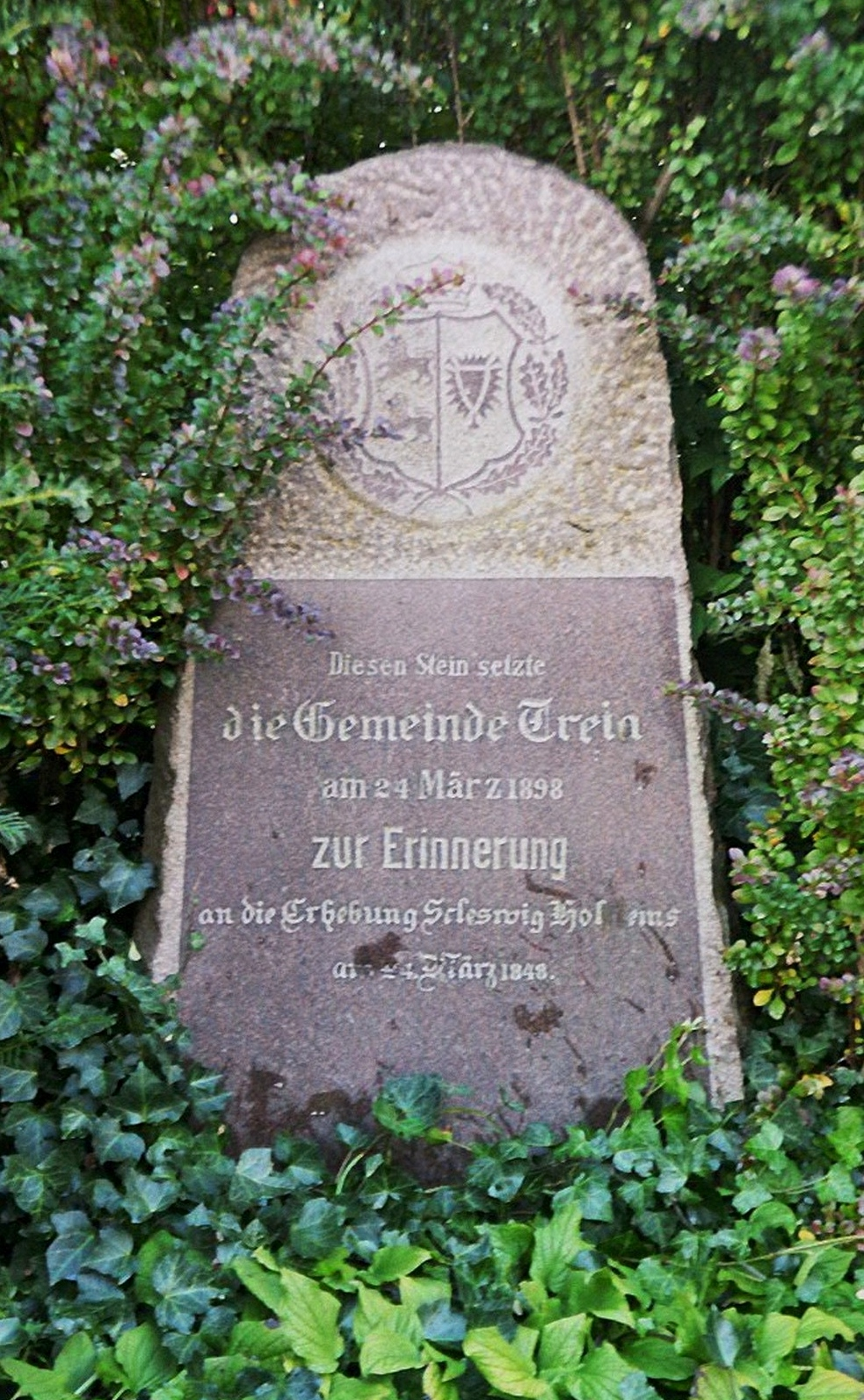
Церковь
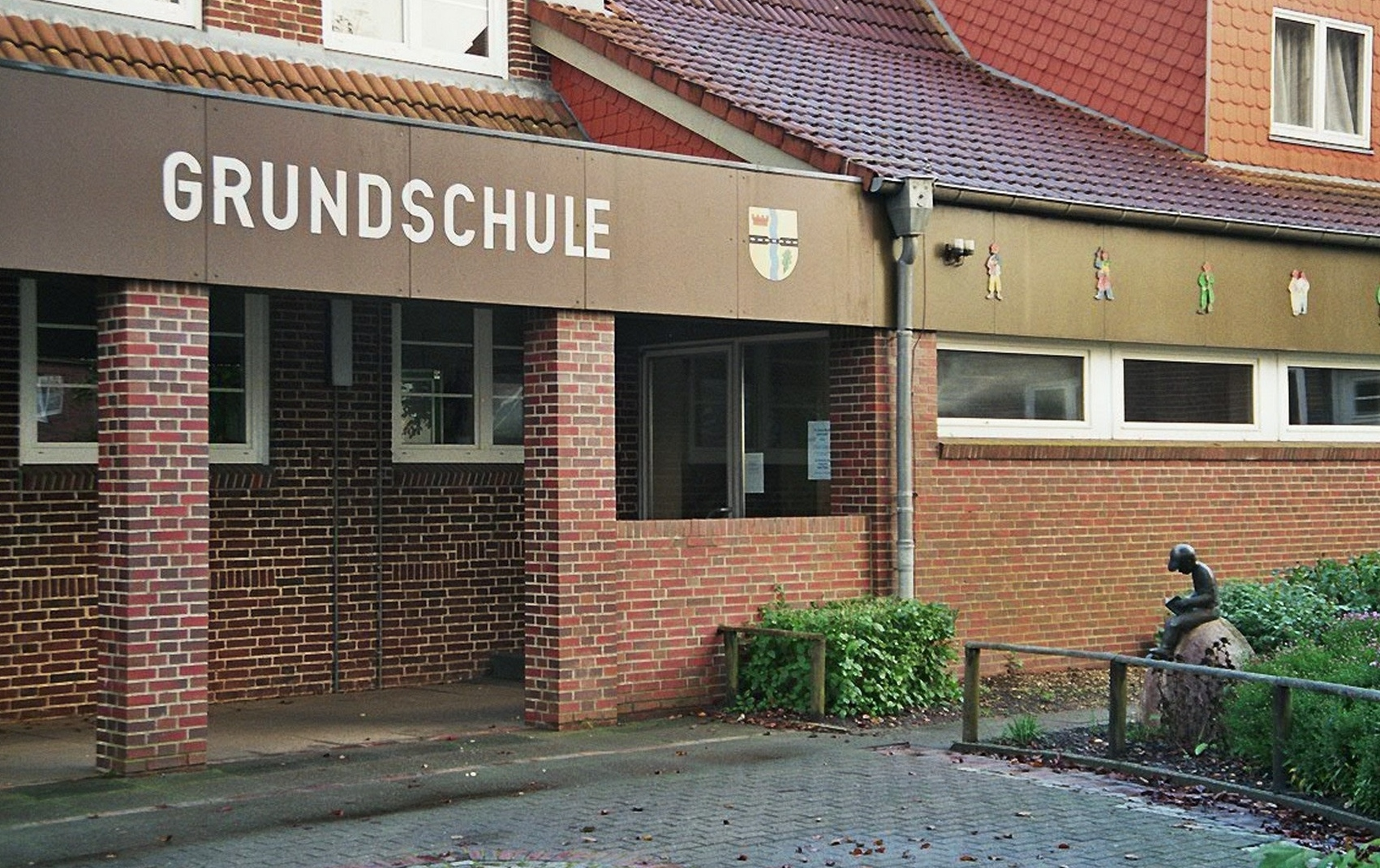